# Sommerfeld (Kremmen)
Sommerfeld è una frazione della città tedesca di Kremmen, nel Land del Brandeburgo.

## Storia
Il 31 dicembre 2001 il comune di Sommerfeld venne aggregato alla città di Kremmen.